# 1965 en Norvège
Chronologie de la Norvège
- 1961
- 1962
- 1963
- 1964
- 1965
- 1966
- 1967
- 1968
- 1969

Cet article présente les faits marquants de l'année 1965 en Norvège ou relatifs à la Norvège.

## Gouvernance
- Olav V est roi de Norvège.
- Einar Gerhardsen est le chef du gouvernement jusqu'au 12 octobre, Per Borten lui succède.

## Démographie
- Le pays compte 3 723 172 habitants[1].

## Événements
- Les élections législatives norvégiennes de 1965 (Stortingsvalet 1965, en norvégien) se sont tenues le 13 septembre 1965, afin d'élire les cent cinquante députés du Storting pour un mandat de quatre ans[2].

## Sport
- Les Championnats du monde de biathlon 1965 se tiennent à Elverum (Norvège).

## Culture
- 4x4 (en danois : Nordisk kvadrille[3] ; littéralement « quadrille nordique ») est un film à sketches dramatique en co-production entre la Suède, la Norvège, le Danemark et la Finlande, réalisé par Palle Kjærulff-Schmidt, Klaus Rifbjerg, Rolf Clemens, Maunu Kurkvaara et Jan Troell. Il a été présenté au Festival international du film de Moscou 1965, où il a remporté un prix spécial.
- La Norvège participe au Concours Eurovision de la chanson 1965 le 20 mars à Naples, en Italie. C'est la 6e participation norvégienne au Concours Eurovision de la chanson. Le pays est représenté par la chanteuse Kirsti Sparboe et la chanson Karusell, sélectionnées par la Norsk rikskringkasting au moyen du Melodi Grand Prix.
- Les Héros de Télémark (titre original : The Heroes of Telemark) est un film britannique réalisé par Anthony Mann et sorti en 1965[4]. C'est un film d'action inspiré de la bataille de l'eau lourde durant la Seconde Guerre mondiale[4].

## Naissances
- Naissance en Norvège en 1965

## Décès
- Décès en Norvège en 1965